# Enantiomere overmaat
Enantiomere overmaat, vaak afgekort tot ee (uit het Engels: enantiomeric excess), van een chemische stof is een maat voor de chirale zuiverheid van een stof waarvan de chemisch identieke moleculen kunnen voorkomen in verschillende asymmetrische of spiegelbeeldige enantiomere vormen.

## Toelichting en formule
In de organische synthese is het bij het maken van grotere moleculen eerder regel dan uitzondering dat er minstens één, maar vaak meer, koolstofatomen chiraal zijn: er bestaan verschillende asymmetrische of chirale vormen van hetzelfde molecuul, zogenaamde 'enantiomeren'. Als een specifieke enantiomeer vereist is, kan soms door de keuze van de juiste reagentia of condities de juiste configuratie rond zo'n koolstofatoom worden vastgelegd. In het uiteindelijke product mag in veel gevallen slechts een van de twee mogelijke vormen optreden. Om de mate van zuiverheid rond deze koolstofatomen te beschrijven wordt de term enantiomere overmaat gebruikt. Er geldt de volgende formule:
{\displaystyle \ ee=|F_{+}-F_{-}|}
Waarin F+ het percentage van de stof in de +-vorm en F− het percentage van de stof in de −-vorm is.
Bovendien geldt (uiteraard) ook :
{\displaystyle \ F_{+}+F_{-}=100}
Er zijn maar twee vormen, die zijn dus samen 100%
In woorden uitgedrukt: Enantiomere overmaat is de absolute waarde van het verschil tussen de molfracties van de beide enantiomeren in een chiraal mengsel.

## Voorbeeld
In het voorbeeld hierboven (een asymmetrische elektrofiele aromatische substitutie) wordt een opbrengst van 98% gerealiseerd - van elke 100 gram stof die op basis van de gebruikte hoeveelheid uitgangsstof gevormd kan worden wordt 98 gram geïsoleerd. Het koolstofatoom waar ook het stikstofatoom aan gebonden is in het product is een nieuw chiraal centrum. Van de 98 gram geïsoleerd product is 95,1 gram het product waarvan de structuur getekend is, 2,9 gram heeft rond dat koolstofatoom de spiegelbeeldstructuur. Het percentage van het meest voorkomende enatiomeer is 95,1/98 = 97%, het percentage van het minst voorkomende enantiomeer is 2,9/98 = 3%. Invullen in de bovenste formule levert dan:
{\displaystyle \ ee=|97-3|=94\%}